# Pour vivre un grand amour
Pour vivre un grand amour (Home by Christmas) est un téléfilm de Noël américain réalisé par Gail Harvey et diffusé le 25 décembre 2006 sur Lifetime.

## Synopsis
Une femme voit sa vie dégringoler après la découverte de l'infidélité de son époux. Mais des rencontres inattendues vont lui permettre de rebondir.

## Fiche technique
- Réalisation : Gail Harvey
- Scénario : Nancey Silvers, d'après une histoire de Monica Parker
- Société de production : James Shavick Entertainment
- Durée : 95 minutes
- Pays :  États-Unis

## Distribution
- Linda Hamilton : Julie Bedford
- Rob Stewart : Michael Stern
- Garwin Sanford : George Bedford
- Brenda Crichlow : Selma
- Brittney Wilson (ru) : Andie Bedford
- Campbell Lane (en) : Max Stern
- Jacqueline Ann Steuart : Linda
- Laura Soltis : Gena
- Babz Chula (en) : Rita
- Patricia Dahlquist : Grace
- Ingrid Torrance : Madeleine Francis
- Serge Houde : Richard Klassen
- Zak Santiago : Mario
- Madison Graie : Cindy
- Iris Quinn : Janet
- Tammy Gillis (en) : Donna
- Jennifer Clement : Cathy
- Alison Araya : Femme espagnole
- Beverley Elliott : Infirmière #1
- Elfina Luk : Caissière à l'épicerie
- Leah Graham : Infirmière #2
- Christine Miller : Administratrice à l'hôpital
- Alvin Sanders : Responsable de l'appartement
- Donna White : Bibliothécaire
- Candus Churchill : Femme à l'église